# آب‌انبار محله پا چنار
آب‌انبار پاچنار مربوط به دوره قاجار است و در شهر راوند، محله پاچنار واقع شده و این اثر در تاریخ ۲ مرداد ۱۳۸۷ با شمارهٔ ثبت ۲۳۰۲۱ به‌عنوان یکی از آثار ملی ایران به ثبت رسیده است.